# Nhát hoa Úc
Nhát hoa Úc (theo tên tiếng Anh: Australian painted-snipe), tên khoa học Rostratula australis, là một loài chim trong họ Rostratulidae.